# Nicky van de Groes
Nicky van de Groes (Heumen, 20 november 1985) is een Nederlands voetballer die op het middenveld of als linksback kan spelen. 

## Carrière
Van de Groes begon in 1990 met voetballen bij SV Heumen. In 1998 ging hij naar de jeugdopleiding van SBV Vitesse, maar na twee jaar moest hij weg bij de Arnhemmers. Van de Groes ging voetballen bij het Wijchense SV AWC, maar na één jaar vertrok hij weer en in 2001 ging hij in de jeugdopleiding van de amateurtak van N.E.C. spelen. In 2005 bereikte hij de selectie, die toen in de Derde Klasse speelden. Als basisspeler maakte de Heumenaar de opmars mee van de Nijmegenaren tot aan de Hoofdklasse. In 2012 stapte Van de Groes over naar landskampioen Achilles '29 uit het nabijgelegen Groesbeek.
Bij Achilles werd Van de Groes een vaste invaller: van de 12 competitiewedstrijden, speelde hij er slechts één als basisspeler. In de bekerduels stond Van de Groes wel vaak in de basis. Hij scoorde één competitiedoelpunt, op 5 mei 2013 tegen HSC '21. Met de Groesbekers werd Van de Groes zondagkampioen en promoveerde hij naar de Jupiler League. Door een liesblessure miste de Heumenaar het debuut van de Groesbekers in het betaald voetbal. Van de Groes zelf maakte pas vier weken later, op 24 augustus 2013, tegen Almere City FC als invaller. Drie weken later startte hij tegen SC Telstar in de basis als vervanger van de geblesseerde Tim Konings op de linksbackpositie. Ook tegen Willem II (1-5 verlies) en Fortuna Sittard (2-1 verlies) speelde de Heumenaar als linksback. In november werd duidelijk dat Van de Groes in zijn rechterknie beschadigd kraakbeen heeft, waardoor hij de rest van het kalenderjaar uitgeschakeld was. Op 1 februari 2014 maakte hij thuis tegen FC Emmen (0-0) zijn rentree als linksachter, omdat Konings nog altijd geblesseerd was.
Medio 2016 ging hij voor SV AWC spelen. In 2023 keerde hij terug bij SV Heumen waar hij in een lager team ging spelen en jeugdtrainer werd.

## Statistieken
| Seizoen                     | Club           | Land           | Competitie     | Competitie | Competitie | Beker | Beker | Totaal | Totaal |
| Seizoen                     | Club           | Land           | Competitie     | Wed.       | Dlp.       | Wed.  | Dlp.  | Wed.   | Dlp.   |
| --------------------------- | -------------- | -------------- | -------------- | ---------- | ---------- | ----- | ----- | ------ | ------ |
| 2012/13                     | Achilles '29   | Nederland      | Topklasse      | 13         | 1          | 2     | 0     | 15     | 1      |
| 2013/14                     | Achilles '29   | Nederland      | Eerste divisie | 14         | 0          | 1     | 0     | 15     | 0      |
| 2014/15                     | Achilles '29   | Nederland      | Eerste divisie | 24         | 0          | 1     | 0     | 25     | 0      |
| 2015/16                     | Achilles '29   | Nederland      | Eerste divisie | 13         | 1          | 1     | 0     | 14     | 1      |
| Carrièretotaal              | Carrièretotaal | Carrièretotaal | Carrièretotaal | 64         | 2          | 5     | 0     | 69     | 2      |
| Bijgewerkt op 30 april 2016 |                |                |                |            |            |       |       |        |        |

## Erelijst
Achilles '29
- Topklasse Zondag: 2013
- Super Cup amateurs: 2012
- Gelders sportploeg van het jaar: 2012